# Karl Bengtsson
Pour les articles homonymes, voir Bengtsson.
Karl Bengtsson dit le Sourd (suédois : Karl Döve) issu de la maison de Bjelbo est  jarl de Suède entre 1210 et 1220.  
Son père est le magnat Bengt Snivil. Il est le frère de Magnus Minnesköld et du jarl Birger Brosa et le père d' Ulf Karlsson Fase. Karl le Sourd est tué par les Estes lors de la bataille de Lihula en Estonie le 8 août 1220. Le sceau de Karl découvert au début de la décennie 1990, date de la fin du XIIe siècle et est le plus ancien objet personnel de l'histoire de Suède conservé. Ce type de sceau personnel était traditionnellement brisé à la mort de son propriétaire afin d'en éviter une utilisation abusive, et le fait que ce sceau de Karl soit intact est unique.  Le Musée historique de Stockholm l'acquiert en  2001 pour SEK 800,000.

## Sources
- (sv) Lindström, Fredrik; Lindström, Henrik (2006). Svitjods undergång och Sveriges födelse. Albert Bonniers förlag.  (ISBN 978-91-0-010789-5).
- (en) Philip Line Kingship and state formation in Sweden, 1130-1290.Library of Congres 2007  (ISBN 9789004155787) p. 593